# Mia Malkova
Melissa Ann Hevner (Palm Springs, 1 de julho de 1992) mais conhecida como Mia Malkova, é uma atriz pornográfica americana.

## Vida pessoal
Foi casada entre 2014 e 2018 com o também ator pornográfico Danny Mountain.
Mia tem um irmão que também trabalha na indústria pornográfica, chamado Justin Hunt.

## Prêmios
| Ano  | Cerimônia    | Resultado | Prêmio                                                           | Trabalho                   | Fonte |
| ---- | ------------ | --------- | ---------------------------------------------------------------- | -------------------------- | ----- |
| 2013 | Galaxy Award | Venceu    | Best B/G Scene (com Johnny Castle)                               | My Dad's Hot Girlfriend 18 | [ 4 ] |
| 2014 | AVN Award    | Venceu    | Best All-Girl Group Sex Scene (com Gracie Glam e Raven Rockette) | Meow! 3                    | [ 5 ] |
| 2014 | AVN Award    | Venceu    | Best New Starlet                                                 | —                          | [ 5 ] |
| 2014 | XRCO Award   | Venceu    | Cream Dream                                                      | —                          | [ 6 ] |
| 2017 | XBIZ Award   | Venceu    | Best Actress - Feature Movie                                     | Preacher's Daughter        | [ 7 ] |